# Canohès
Canohès – miejscowość i gmina we Francji, w regionie Oksytania, w departamencie Pireneje Wschodnie.
Według danych na rok 1990 gminę zamieszkiwało 3568 osób, a gęstość zaludnienia wynosiła 417 osób/km² (wśród 1545 gmin Langwedocji-Roussillon Canohès plasuje się na 98. miejscu pod względem liczby ludności, natomiast pod względem powierzchni na miejscu 828.).

## Zabytki
Zabytki na terenie gminy posiadające status monument historique:
- kościół świętych Cyryka i Julity (Église Saint-Cyr-et-Sainte-Julitte de Canohès)

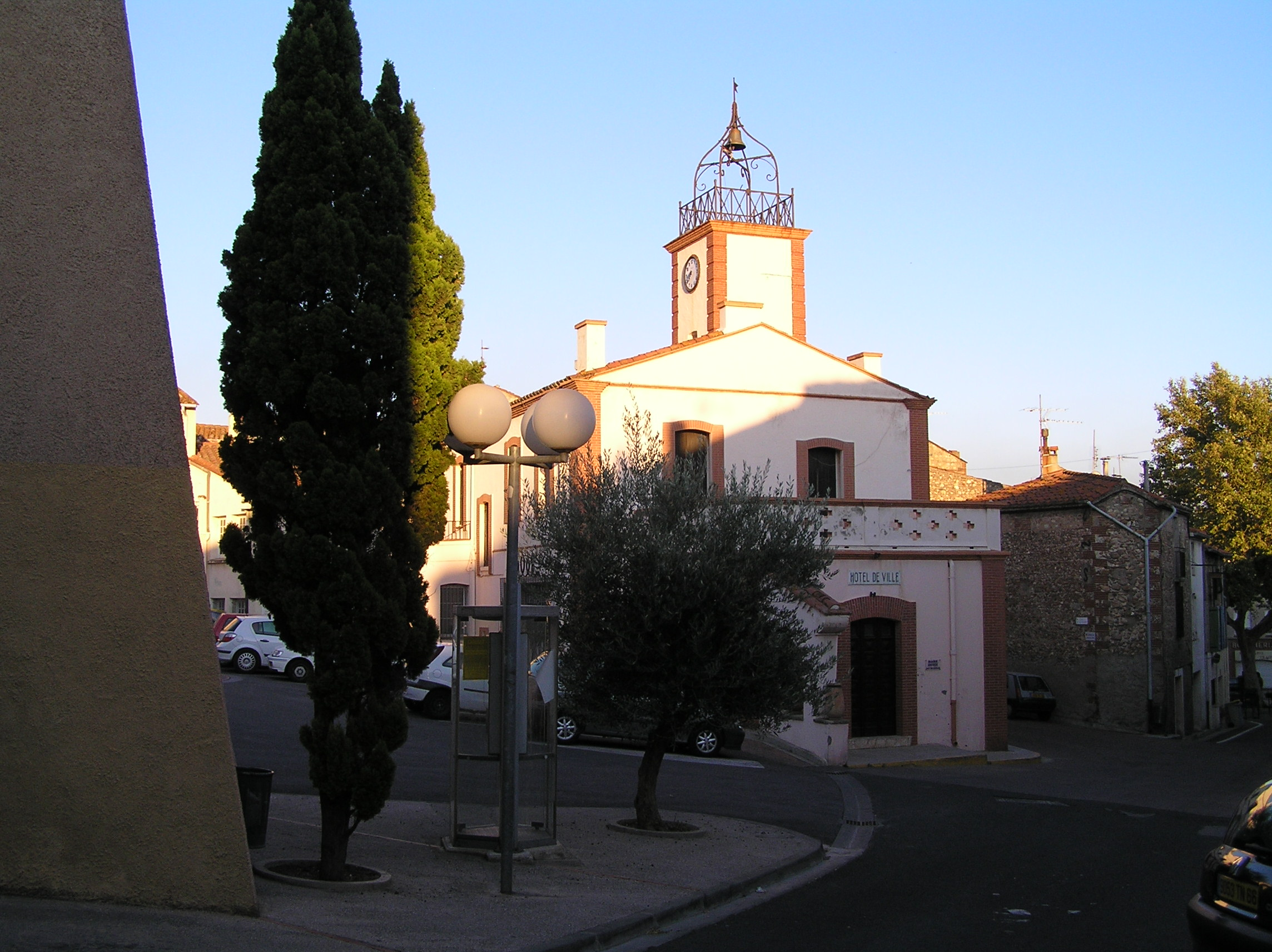
Canohès, 2007

## Populacja

Populacja Canohès w latach 1962–2008